# Açude General Sampaio
Açude General Sampaio är en reservoar i Brasilien.   Den ligger i delstaten Ceará, i den östra delen av landet, 1 600 kilometer nordost om huvudstaden Brasília. Açude General Sampaio ligger 107 meter över havet. Arean är 4,0 kvadratkilometer. Den sträcker sig 3,8 kilometer i nord-sydlig riktning, och 5,5 kilometer i öst-västlig riktning.
Omgivningarna runt Açude General Sampaio är huvudsakligen savann. Runt Açude General Sampaio är det ganska glesbefolkat, med 22 invånare per kvadratkilometer.